# 堀正工業
堀正工業（ほりまさこうぎょう）は、日本の金属部品を中心に取り扱う商社。2023年（令和5年）に粉飾決算が表面化して事実上倒産した。2023年6月時点の資本金は2000万円、本社は東京都品川区西五反田1-23-9。

## 概要
1933年（昭和8年）に創業。1950年（昭和25年）より東洋ベアリング（現、NTN）の代理店として事業を拡大。半導体メーカー、自動車メーカー向けにベアリングやコンプレッサーなど各種機械を扱い、2022年9月期は過去最高となる売上高68億600万円を計上した。

## 経営破綻
2023年（令和5年）5月、取引先の銀行ごとに異なった決算書を見せて多額の融資を受けていたことが発覚。取引先の銀行は数十にも及んでいた。
同年6月8日までに債務整理を弁護士に一任、法的整理に向けた作業を始め同年7月24日に東京地方裁判所から破産開始決定を受けた。
破産手続開始申立書などによると、税務申告書や金融機関へ提出する決算報告書は黒字決算が続いているように改ざんされていたが、実際には遅くとも前代表就任の1993年(平成5年)時点ではすでに、損益計算書は赤字で貸借対照表も債務超過というのが常態だったようである。その一方で、破産手続開始申立書に添付された堀正工業の「貸付金リスト」には、取引金融機関から騙し取った融資金のうち、元社長個人への還流は33億7800万円にも及ぶことが記されている。
2024年6月18日、実際は赤字なのに経営が好調であるように装った虚偽の決算報告書を示して三菱UFJ銀行から融資金計5億円をだまし取ったとして、元社長の堀雅晴、同社元総務部長の大熊重康、税理士の山口賢一ら3人が詐欺容疑で警視庁に逮捕された。さらに同年7月26日には、同様の手口でみずほ銀行からも融資金計6億円をだまし取ったとして、元社長の堀雅晴ら3人が警視庁に再逮捕されている。
警視庁捜査2課によると、堀正工業はメガバンクや地方銀行など少なくとも計46行から総額250億円の融資を受けていた。堀容疑者ら3人は他行からの借り入れ状況を隠すため、銀行ごとに決算書類を粉飾。水増しした資産は数十億円に上るという。　

## 主な子会社・グループ企業
- ホリマサシティファーム株式会社 - 農業ベンチャー企業。無農薬野菜の生産など[11]。大分県にパイロットファームを有していた[12]。
- 堀正國際有限公司
- 堀雅（上海）貿易有限公司
- HORIMASA VIETNAM CO., LTD.
- 株式会社A - 情報処理・提供サービス業[13]。
- EAST hospitalities - ホテル等清掃・管理サービス業[14][15]。
- アロハマイ - ハワイのサラダなどを提供する飲食店[16]。